# Luis González Macchi
Luis Ángel Orestes González Macchi (léase el apellido del italiano; IPA: /maki/) (Asunción, Paraguay; 13 de diciembre de 1947) es un político y abogado paraguayo. Fue el 46.º presidente de la República del Paraguay desde el 28 de marzo de 1999 al 15 de agosto de 2003.

## Biografía
Luis Ángel González Macchi nació en Asunción el 13 de diciembre de 1947, siendo sus padres Julia Macchi y Saúl González. Tiene en total siete hijos. Está actualmente casado con Susana Galli, con quien tuvo a dos de sus hijas. Se recibió de abogado.
Hizo sus estudios primarios en la Escuela "República del Brasil", la formación secundaria en el Colegio "Sagrado Corazón de Jesús", Salesianito, y la universitaria en la Facultad de Derecho y Ciencias Sociales de la Universidad Nacional de Asunción. Está afiliado a la Asociación Nacional Republicana (Partido Colorado).
En el año 1970 fue becado a Madrid, España para realizar cursos y pasantía técnica sobre formación profesional acelerada y en el año 1979 participó de seminarios sobre capacitación de recursos humanos para niveles de mandos medios y gerencial, en centros especializados de Italia, Alemania, Inglaterra, Suiza y Portugal. Fue director general y presidente del consejo directivo del Servicio Nacional de Promoción Profesional (SNPP), dependiente del Ministerio de Justicia y Trabajo.
Presidió numerosas misiones oficiales en el extranjero como las realizadas por el Centro Interamericano de Investigación y Documentación sobre Formación Profesional en América Latina (CINTERFOR), de la Organización Internacional del Trabajo(OIT) en Kingston, Jamaica, 1972; Buenos Aires, Argentina, 1973; San José, Costa Rica,1974; Caracas, Venezuela, 1976; Ciudad de México, México, 1978; Tegucigalpa, Honduras,1979; Washington, Estados Unidos, 1981; Cartagena, Colombia, 1984; Salvador de Bahía, Brasil en 1989, entre otros cónclaves.
Desde 1993 a 1998 ocupó la banca de diputado nacional. Está afiliado a la Asociación Nacional Republicana (Partido Colorado). En dicho ejercicio fue delegado nacional en el exterior ante diferentes foros parlamentarios.
Como presidente del Senado, González Macchi asumió el gobierno el 28 de marzo de 1999, cinco días después del asesinato del vicepresidente Luis María Argaña y la subsecuente renuncia del presidente Raúl Cubas Grau, entre acusaciones de asesinato en el que estuvo involucrado el propio partido de Cubas. De conformidad con la Constitución vigente, debió completar el quinquenio para el cual fue elegido el presidente Cubas, período que concluyó el 15 de agosto de 2003.

## Presidente
Asumió la presidencia de la República del Paraguay el domingo 28 de marzo a las 20:30 horas, en una ceremonia desarrollada en la sede del Congreso Nacional, jurando como Presidente Constitucional de la República ante el presidente de la Cámara de Diputados, escribano Walter Bower. Los atributos presidenciales le fueron impuestos por el doctor Wildo Rienzi Galeano, presidente de la Corte Suprema de Justicia.
Como presidente, González Macchi intentó formar un Gobierno de coalición para motivar la cooperación dentro del Paraguay y reparar la economía que fue dañada por la crisis política. La coalición no duró mucho, debido a que el Partido Liberal Radical Auténtico (PLRA) abandonó la coalición en 2000, dejando al gobierno sin una mayoría en el Congreso. González Macchi se volvió muy impopular a causa de la grave crisis económica y encontró serios problemas en el congreso, porque pocos legisladores estaban dispuestos a votar a favor de los proyectos de ley que impulsaba el poder ejecutivo paraguayo. 
El 19 de mayo de 2000, González Macchi debió enfrentar un intento de golpe de Estado, que --aunque fracasó-- debilitó el poder del presidente. Al año siguiente, tuvo que encarar un intento de destitución en su contra por parte del Congreso Nacional. Esta iniciativa de los opositores falló al igual que el intento de golpe del año anterior. Pese a estar debilitado políticamente, fue capaz de mantener su gobierno hasta las elecciones del 2003, en las que triunfó Nicanor Duarte Frutos. Finalmente, González Macchi dejó el cargo el 15 de agosto de 2003.
Durante su gobierno, llegó a declarar dos veces el Estado de excepción, en mayo de 2000 (por un intento de golpe de Estado) y en julio de 2002 (debido a las severas manifestaciones por considerarle a González Macchi, un presidente 'ilegítmo').
Su gestión económica se vio caracterizada por un gran grado de inoperancia y descoordinación a todos los niveles, además de graves denuncias de malos manejos y corrupción. Llegó a tanto el nivel de corrupción y denuncias, que se descubrió que el automóvil presidencial era un vehículo robado en Brasil. Además, se denunciaron desvíos de fondos del seguro social y del Banco Central. González Macchi fue imputado en una causa por desvío de caudales públicos a una cuenta en Estados Unidos. Dichos fondos ya fueron recuperados por el estado paraguayo gracias a un fallo de un tribunal estadounidense.
En Paraguay se le inició un juicio oral público el 8 de mayo de 2006. También se le imputó el presunto origen ilegítimo de fondos depositados en una cuenta numerada en Suiza, siendo condenado a 6 años de prisión, cuya apelación fue fallada a su favor, quedando liberado de los cargos por los delitos cometidos durante su presidencia.[cita requerida]